# 최성문 (기업인)
최성문(1950년 8월 17일 -)은 대한민국의 기업인으로 서울특별시 출생이다. 명지대학교 무역학과를 졸업하고 한진중공업 대표이사 사장을 역임했다.

## 경력
- 2000년 한진중공업 현장관리 담당 이사
- 2009년 한진중공업 재무본부장 전무
- 2011년 한진중공업 부사장
- 2013년 3월 한진중공업 대표이사 사장